# تشانس ذا رابر
تشانسلور جونثان بنيت (Chancellor Johnathan Bennet)  ويعرف في الوسط الفني باسم تشينس ذا رابر (بالإنجليزية: chance the rapper) هو فنان تسجيلات أمريكي ومنتج موسيقي ومتبرع، ولد في 16 أبريل
1993 بمنطقة ويست تشاثام (بالإنجليزية: West Chatham)، شيكاغو. دخل مجال الغناء منذ صغره، فكان فردا ضمن مجموعة شيكاغو للهيب هوب «سايف ماني» (بالإنجليزية: Save Meany) ومن ثم عمل كمؤدي صوتي في فرقة «ذا سوشيل إيكسبريمنت» (بالإنجليزية: the social experiment) وأصدر معهم أول ألبوم في سنة 2016 تحت عنوان «ركمجة» (بالإنجليزية: surf). أصدر في مايو 2016 ألبوم بعنوان «الكتاب الملون» (بالإنجليزية: coloring book) نال الألبوم إعجاب المتابعين وحاز علي نقد إيجابي وفاز بثلاث جوائز غرامي من بينها أفضل ألبوم راب، ليصبح بذالك أول مغني راب يحقق هذا الإنجاز في 2017 رشح تشانس لجائزة إيمي (بالإنجليزية: emmy award) عن عمله «الكريسميس الأخير» (بالإنجليزية: Last Christmas) .

## نشأته
ولد تشانس في شيكاغو لأب إسمه «كين ويليامز بينيت» (بالإنجليزية: Ken Williams Benet) الذي كان مساعدا لعمدة شيكاغو ومن ثم مساعدا للسيناتور باراك أوباما قبل فترة حكمه. ولأم تدعي ليسا بينيت(بالإنجليزية: lisa bennet) تعمل كسكريتيرة لمكتب العدل في إلينوي.

## الجوائز والترشيحات
جوائز بي إي تي
| السنة | المتلقي                            | الصنف             | النتيجة | Ref.  |
| ----- | ---------------------------------- | ----------------- | ------- | ----- |
| 2017  | تشانس ذا رابر                      | أفضل مغني هيب هوب | رُشِّح     | [ 4 ] |
| 2017  | تشانس ذا رابر                      | أفضل فنان جديد    | فوز     | [ 4 ] |
| 2017  | Coloring Book                      | ألبوم العام       | رُشِّح     | [ 4 ] |
| 2017  | "No Problem" (مع ليل وين و2 تشينز) | أفضل تعاون        | فوز     | [ 4 ] |

BET Hip Hop Awards
| السنة              | المتلقي       | الصنف                         | النتيجة | Ref.  |
| ------------------ | ------------- | ----------------------------- | ------- | ----- |
| Bet Hip Hop Awards | Acid Rap      | أفضل تسجيل                    | رُشِّح     | [ 5 ] |
| 2016               | Coloring Book | أفضل تسجيل                    | فوز     | [ 6 ] |
| 2016               | تشانس ذا رابر | أفضل مغني هيب هوب جديد        | فوز     | [ 6 ] |
| 2016               | تشانس ذا رابر | كاتب أغاني العام              | رُشِّح     | [ 6 ] |
| 2017               | تشانس ذا رابر | كاتب أغاني العام              | رُشِّح     |       |
| 2017               | تشانس ذا رابر | أفضل أداء                     | رُشِّح     |       |
| 2017               | تشانس ذا رابر | MVP العام                     | رُشِّح     |       |
| 2017               | تشانس ذا رابر | Hustler of the Year           | رُشِّح     |       |
| 2017               | "I'm the One" | Sweet 16: Best Featured Verse | رُشِّح     |       |

## روابط خارجية
- تشانس ذا رابر على موقع IMDb (الإنجليزية)
- تشانس ذا رابر على موقع ميوزك برينز (الإنجليزية)
- تشانس ذا رابر على موقع رولينغ ستون (الإنجليزية)
- تشانس ذا رابر على موقع أول ميوزيك (الإنجليزية)
- تشانس ذا رابر على موقع أول ميوزيك (الإنجليزية)
- تشانس ذا رابر على موقع ديسكوغز (الإنجليزية)
- تشانس ذا رابر على موقع قاعدة بيانات الفيلم (الإنجليزية)